# ألبرت إل. ناش
ألبرت إل. نـاش (بالإنجليزية: Albert L. Nash)‏ هو شخصية أعمال وسياسي أمريكي، ولد في 13 مايو 1921، وتوفي في 4 فبراير 2015. انتخب عضو مجلس نواب ماساتشوستس.